# Thomson-CSF
Thomson-CSF è stato un gruppo francese di elettronica specializzato nell'aerospaziale, nella difesa e nella sicurezza.
Diverse rifocalizzazioni, diversificazioni, riorganizzazioni, la nazionalizzazione e la privatizzazione hanno modellato un gruppo che comprendeva tre attività: difesa, aeronautica e tecnologia dell'informazione.
Le origini del gruppo rimontano al 1968, quando la branca specializzata di elettronica professionale di Thomson-Brandt è fusa con la CSF per creare la Thomson-CSF. Un'altra data chiave è il 1998, quando le branche specializzate nelle attività militari di Alcatel, Dassault Électronique e Thomson-CSF sono riunite per formare una nuova società (che si chiamerà sempre Thomson-CSF). Alla fine del 2000, anche a seguito dell'acquisizione di Racal, la società prende il nome attuale: Thales.

## Storia
La società nasce nel 1968, quando la divisione di elettronica professionale di Thomson-Brandt è fusa con la Compagnie générale de la télégraphie sans fil (CSF).
In precedenza la Thomson-Brandt era stata creata nel 1966 attraverso la fusione della Compagnie française Thomson-Houston (CFTH) con la Hotchkiss-Brandt (creata a sua volta nel 1956 dalla fusione di Hotchkiss e Brandt).
La Thomson-CSF è nazionalizzata nel 1982 insieme a Thomson-Brandt nel gruppo Thomson SA. La società è poi privatizzata nel 1997.
Nel 1987, la Thomson-CSF crea insieme alla SGS Microelettronica la SGS-Thomson, che in seguito diventerà la STMicroelectronics.
Nel 1989, è creata Sextant Avionique (Thomson-CSF 66% e Aerospatiale 34%) che raggruppa EAS (filiale di Aérospatiale), Crouzet, SFENA e le attività di aviazione civile di Thomson-CSF.
Nel 1990, è acquistata dalla Philips l'azienda olandese "Hollandse Signaalapparaten – Signaal", che dal 2000 si chiama "Thales Nederland".
Nel 1997-'98, con la privatizzazione di Thomson-CSF, vensono creati due poli tecnologici: Thomson-CSF, raggruppante le attività di elettronica professionale e di difesa di Alcatel Alshtom, Dassault Électronique e Thomson-CSF; e Alcatel Space Industries, raggruppante le attività satellitari di Alcatel Espace, Aérospatiale e Thomson-CSF.
Nel gennaio 2000, è acquistata l'azienda britannica "Racal Electronics plc", che dal dicembre 2000 si chiama "Thales (UK) plc".
Nel dicembre 2000 Thomson-CSF cambia nome e diventa Thales.

## Attività
Nel dicembre 2000, prima di diventare "Thales", la Thomson-CSF era organizzata in tre poli: Difesa, Aeronautica e Tecnologia dell'Informazione e Servizi. Questa diversificazione era dovuta alle acquisizioni di diverse aziende nel corso degli anni; ad esempio nei sistemi navali: "Thomson-CSF Signaal" (l'ex olandese "Signaal") e "Thomson Marconi Sonar" (joint venture con "Marconi Electronic Systems") o nell'avionica: "Thomson-CSF Sextant" (l'ex "Sextant Avionique").
Polo Difesa
- Sistemi di sicurezza aerea e missili
  - Thomson-CSF Airsys
  - Thomson-CSF Elektronik GmbH
  - ISR
- Sistemi di comunicazione
  - Thomson-CSF Comsys
  - Amper Programas (JV)
- Sistemi aeroportati
  - Thomson-CSF Detexis
  - Thomson-Thorn Missile Electronics
- Sistemi optronici
  - Thomson-CSF Optrosys
  - Thomson-CSF Laser
  - Thomson-CSF Laser-Diodes
- Sistemi navali
  - Thomson-CSF NCS France
  - Thomson-CSF Signaal
  - Thomson Marconi Sonar (JV)
  - Quintec

Polo Aeronautica
- Avionica
  - Thomson-CSF Sextant
  - Thomson-CSF Sextant In-Flight Systems
- Controllo del traffico aereo
  - Airsys ATM (JV)
- Simulazione
  - Thomson Training & Simulation
  - Thomson Entertainment

Polo Tecnologia dell'Informazione e Servizi
- Elettronica industriale
  - Thomson Tubes Electroniques
  - Dassault A.T.
  - Thomson Microsonics
  - Thomson-CSF Microélectronique
  - United Monolithic Semiconductors (JV)
- Sistemi di informazione e servizi
  - Syseca e Syseca UK
  - Cetia
  - Thomson-CSF Sécurité
  - Thomcast
  - Thomson-CSF Services Industrie
  - Thomson-CSF Inexel
  - ITDS
  - Thomintex
  - Sodeteg

Altri servizi
- Thomson-CSF Propriété Intellectuelle
- Thomson-CSF Ventures

Altre società
- Thomson-CSF Racal (UK)
- Thomson Racal Defence (UK)
- Thomson-CSF Pacific (Asia)
- Thomson-CSF Systems Canada